# Aztks del Estado de México
Las Aztks del Estado de México es una academia de basquetbol, que cuenta con equipo profesional femenil ubicado en Tlalnepantla, Estado de México.

## Historia
En 2017, el Club Deportivo Coyoteras de Texcoco cambia su nombre a Aztks del Estado de México con el que se presentaron dentro de la Liga Mexicana de Baloncesto Profesional Femenil.
Para la temporada 2018, segunda temporada como Aztks, llegan a la final en la que caen 3 juegos a 1 en contra de las vigentes campeonas Lobas de Aguascalientes.
Un año después, para la temporada 2019, nuevamente llegan a la final en la que caen ahora 3 juegos a 2 en contra de Mieleras de Guanajuato, quienes toman revancha ya que el año anterior Aztks las despachó sorpresivamente en la ronda de semifinales.
La temporada 2021 fue la última que las mexiquenses disputaron en el circuito, alcanzando las semifinales de la competencia. En noviembre de dicho año, el Club informó que la LMBPF no les permitiría participar en la siguiente temporada, quedando sin representativo profesional.
Para 2023, Aztks se convierte en uno de los clubes fundadores de la Liga ABC MEX, y harán su debut en la primera temporada de esta competición. El 10 de octubre de 2023 se convierten en el primer campeón de la Liga ABC MEX. El 22 de octubre de 2024 se convierten en Bicampeonas de la Liga ABC MEX.

## Estadio
Actualmente juegan en el Domo Castel - Cleto Reyes.

## Jugadoras

### Roster
| Aztks del Estado de México Temporada 2025 |  |              |  |
| C U E R P O T É C N I C O                 |  |              |  |
| Entrenador                                |  | Bandera de ? |  |
| Asistente                                 |  | Bandera de ? |  |
| J U G A D O R A S                         |  |              |  |
| = Capitán                                 |  |              |  |

 =  Cuenta con nacionalidad mexicana. 

### Roster Campeón ABC MEX 2024
A continuación se muestra tanto al roster de jugadoras, como al cuerpo técnico, que participó con Aztks del Estado de México en la Liga ABC MEX 2024.
| Aztks del Estado de México Temporada 2024 |    |                           |                                    |
| C U E R P O T É C N I C O                 |    |                           |                                    |
| Entrenador                                |    | Bandera de Argentina      | Manuel Urrutia                     |
| Asistente                                 |    | Bandera de Cuba           | Adrián Paumier                     |
| J U G A D O R A S                         |    |                           |                                    |
| Escolta                                   | 3  | Bandera de México         | Diana Laura Villalobos Cruz        |
| Base                                      | 4  | Bandera de México         | María Fernanda Fausto García       |
| Ala-pívot                                 | 5  | Bandera de Estados Unidos | Jacqueline Luna Castro             |
| Base                                      | 7  | Bandera de México         | Yarelli Mariana Padilla Ángeles    |
| Ala-pívot                                 | 9  | Bandera de México         | Mariana Sánchez Muñoz              |
| Pívot                                     | 11 | Bandera de México         | María Begoña Faz Dávalos           |
| Alero                                     | 13 | Bandera de México         | Sandra Saide Vargas Peraza         |
| Base                                      | 17 | Bandera de México         | Paola Stephania Velázquez González |
| Escolta                                   | 21 | Bandera de México         | Jimena Esteva Rodríguez            |
| Base                                      | 22 | Bandera de Estados Unidos | Hazel Yvette Ramírez Solís         |
| Base                                      | 24 | Bandera de Estados Unidos | Verónica Preciado                  |
| Ala-pívot                                 | 99 | Bandera de México         | Montserrat Oñate Aguilar           |
| = Capitán                                 |    |                           |                                    |

 =  Cuenta con nacionalidad mexicana. 

### Roster Campeón ABC MEX 2023
A continuación se muestra tanto al roster de jugadoras, como al cuerpo técnico, que participó con Aztks del Estado de México en la Liga ABC MEX 2023.
| Aztks del Estado de México Temporada 2023 |    |                           |                                   |
| C U E R P O T É C N I C O                 |    |                           |                                   |
| Entrenador                                |    | Bandera de Argentina      | Manuel Urrutia                    |
| Asistente                                 |    | Bandera de Cuba           | Kladvia Calvo                     |
| Asistente                                 |    | Bandera de Cuba           | Adrián Paumier                    |
| J U G A D O R A S                         |    |                           |                                   |
| Pívot                                     | 4  | Bandera de México         | María Begoña Faz Dávalos          |
| Ala-pívot                                 | 5  | Bandera de Estados Unidos | Jacqueline Luna Castro            |
| Alero                                     | 7  | Bandera de México         | Daniela Yáñez Ponce               |
| 'Base'                                    | 8  | Bandera de México         | Paola Evelyn Beltrán Araujo       |
| Escolta                                   | 11 | Bandera de México         | Pamela Hernández Escalante        |
| Alero                                     | 13 | Bandera de México         | Sandra Saide Vargas Peraza        |
| Escolta                                   | 15 | Bandera de México         | Jimena Esteva Rodríguez           |
| 'Base'                                    | 18 | Bandera de México         | Abdi Jahdai Xicoténcatl Rodríguez |
| Ala-pívot                                 | 21 | Bandera de Estados Unidos | Jahari Smith                      |
| 'Base'                                    | 22 | Bandera de Estados Unidos | Hazel Yvette Ramírez Solís        |
| 'Base'                                    | 24 | Bandera de Estados Unidos | Verónica Preciado                 |
| 'Base'                                    | 88 | Bandera de Estados Unidos | Briahanna Marae Leigh Jackson     |
| = Capitán                                 |    |                           |                                   |

 =  Cuenta con nacionalidad mexicana. 
Actualizado al 24 de agosto de 2023.